# Michel de Klerk
Michel de Klerk (Amsterdam, 24 november 1884 - aldaar, 24 november 1923) was een Nederlands architect. Hij is bekend geworden als een van de voormannen van de bouwstijl de Amsterdamse School, naast Van der Mey en P.L. Kramer. Tevens ontwierp hij meubels.

## Stijl
Als letterlijk beeldend vormgever liggen De Klerks wortels in het symbolisme en het historisch eclecticisme van het fin de siècle. Daarnaast bediende hij zich van boerenvolkskunst, van exotische vormen uit het Zuidoost Aziatische cultuurgebied: China, Japan, Brits- en Nederlands-Indië en, op dat ogenblik nog tamelijk uitzonderlijk, van elementen die ontleend lijken aan primitieve kunst.
Binnen de Amsterdamse School beweging neemt De Klerk een vooraanstaande plaats in. Hij wordt gezien als een onnavolgbare grootheid in de totstandbrenging van originele driedimensionale vorm, waaraan geen bewust leidend beginsel ten grondslag leek te liggen. Hij staat bekend als een kunstenaar, een vormengenie, voor wie alle praktische voorwaarden met betrekking tot bouwen ondergeschikt waren aan de essentie: de vorm.

## Jeugd en opleiding
De Klerk werd in 1884 geboren als het 17e kind van een inmiddels 78-jarige diamantslijper. Zijn vader overleed in 1887. Michel groeide in armoede op in de Amsterdamse jodenbuurt. Doordat hij op de lagere school over een groot tekentalent bleek te beschikken, kon hij een vervolgopleiding volgen op de ambachtsschool. In 1898 nam architect Eduard Cuypers hem in dienst als hulpje. Eduard Cuypers was een volle neef van de architect P.J.H. Cuypers en had een groot bureau waar zowel kunstnijverheid als architectuurontwerpen werden gemaakt. De Klerk was bij aanvang van zijn dienstbetrekking amper veertien jaar oud. Hij zou twaalf jaar op het bureau van Cuypers blijven werken. Hier werkten ook Van der Mey en Kramer, waardoor later op het bureau de kiem kon worden gelegd voor de Amsterdamse School.

## Begin carrière

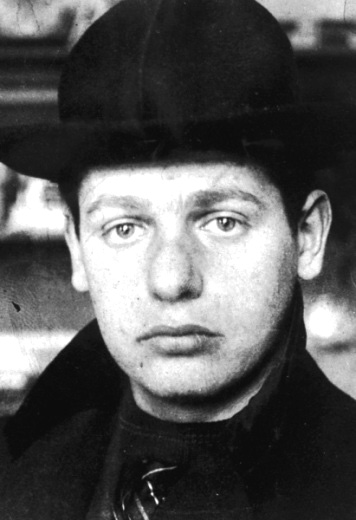
Michel de Klerk, 1909

Hoewel Cuypers een traditioneel ingesteld architect was, liet hij zijn medewerkers veel vrijheid en bood ze toegang tot zijn omvangrijke bibliotheek. Cuypers besteedde bovendien extra aandacht aan De Klerk en liet hem een opleiding tot bouwkundig tekenaar volgen. In dit klimaat kon De Klerk (met zijn collega's) zijn talent verder ontwikkelen. Zijn eerste uitgevoerde opdracht was een huis in Uithoorn in 1911. Architect en projectontwikkelaar Herman Ambrosius Jan Baanders bezorgde De Klerk daarna de opdracht voor het ontwerpen van het blok arbeiderswoningen (Hillehuis) aan het Johannes Vermeerplein in Amsterdam. 

## Volkshuisvesting architectuur
Sinds zijn opdracht voor een blok arbeidswoningen aan het Johannes Vermeerplein zou zijn naam verbonden blijven met volkshuisvesting. Zijn bekendste werk is Het Schip, een complex arbeiderswoningen in de Spaarndammerbuurt in Amsterdam, gebouwd voor woningbouwvereniging Eigen Haard. Samen met Kramer ontwierp De Klerk ook het woningencomplex De Dageraad (Amsterdam) voor de sociaaldemocratische Algemeene Arbeiderscoöperatie De Dageraad aan de P.L. Takstraat, eveneens in Amsterdam. De Klerks socialistische opvattingen hebben bij het verkrijgen van deze opdrachten ongetwijfeld meegespeeld.

## Plan Berlage
Toen in 1918 een begin werd gemaakt met de uitbreiding van Amsterdam volgens Berlages Plan Zuid was De Klerk een van de betrokken architecten. De grootschaligheid van het project en de belangrijke politieke inbreng daarbij hadden tot gevolg dat De Klerk sterk in zijn creativiteit werd beperkt. In plaats van op volkshuisvesting ging hij zich op particuliere opdrachten richten. In 1923 werd zijn keuze voor deze lijn van opdrachtgevers bekroond met een opdracht voor het ontwerp van warenhuis De Bijenkorf in Den Haag. Michel de Klerk stierf echter een half jaar later. Een van zijn laatste werken, de torenspits van de hervormde kerk in IJsselstein, werd na zijn dood op verzoek van zijn vrouw Lea alsnog uitgevoerd. De opdracht van De Bijenkorf werd overgenomen door zijn vriend en collega Piet Kramer.

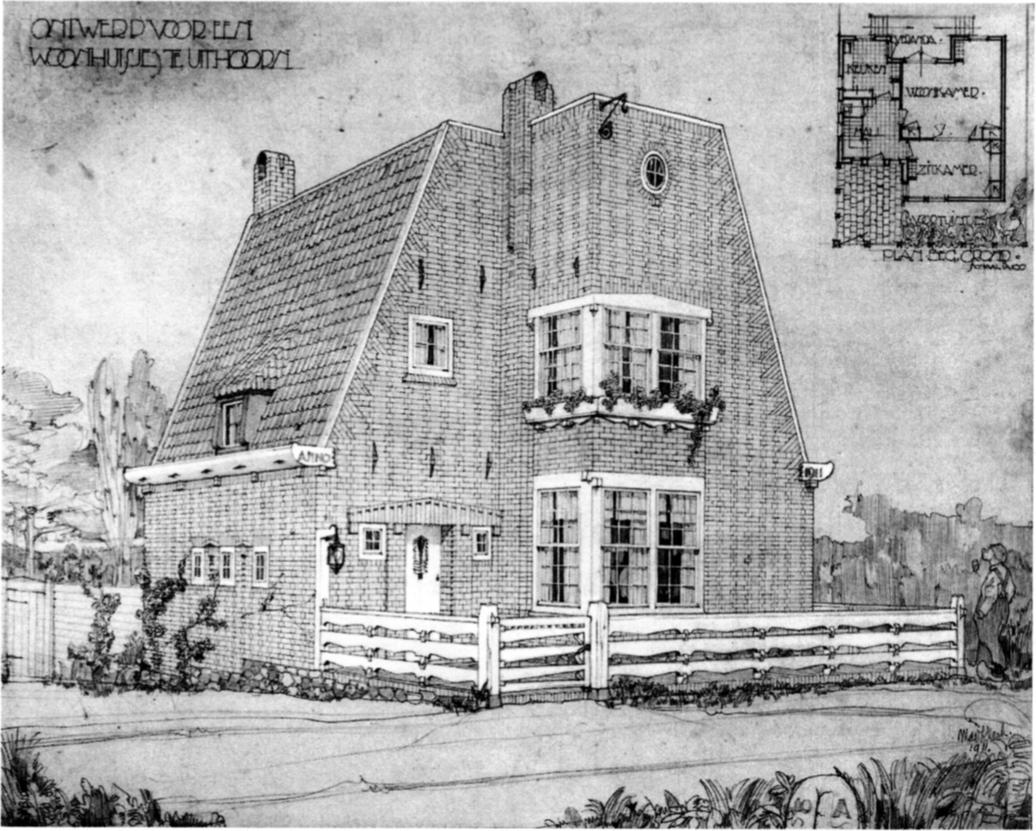
Woonhuis, Uithoorn. 1911
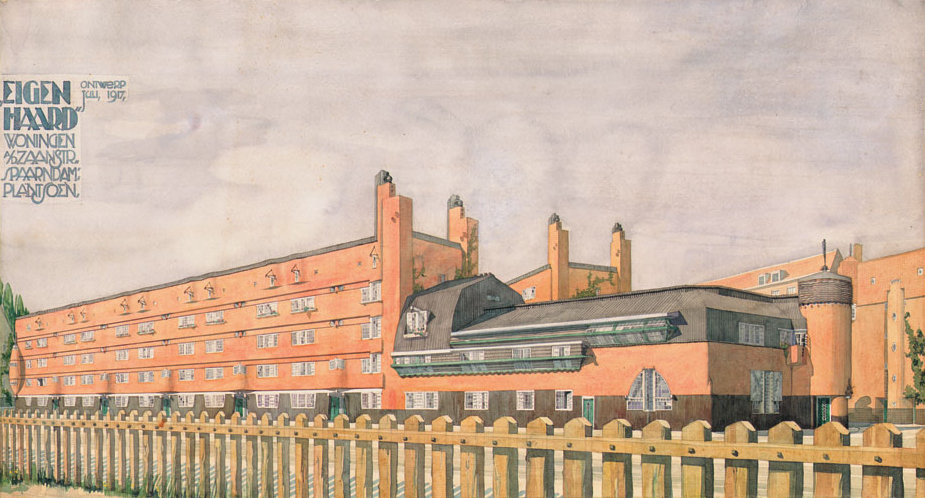
Woningen Eigen Haard. juli 1917. Rotterdam, NAi
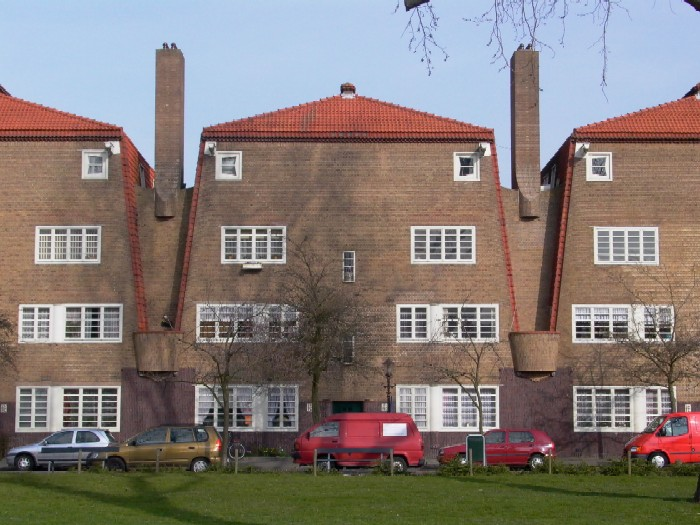
Amsterdam: De Dageraad
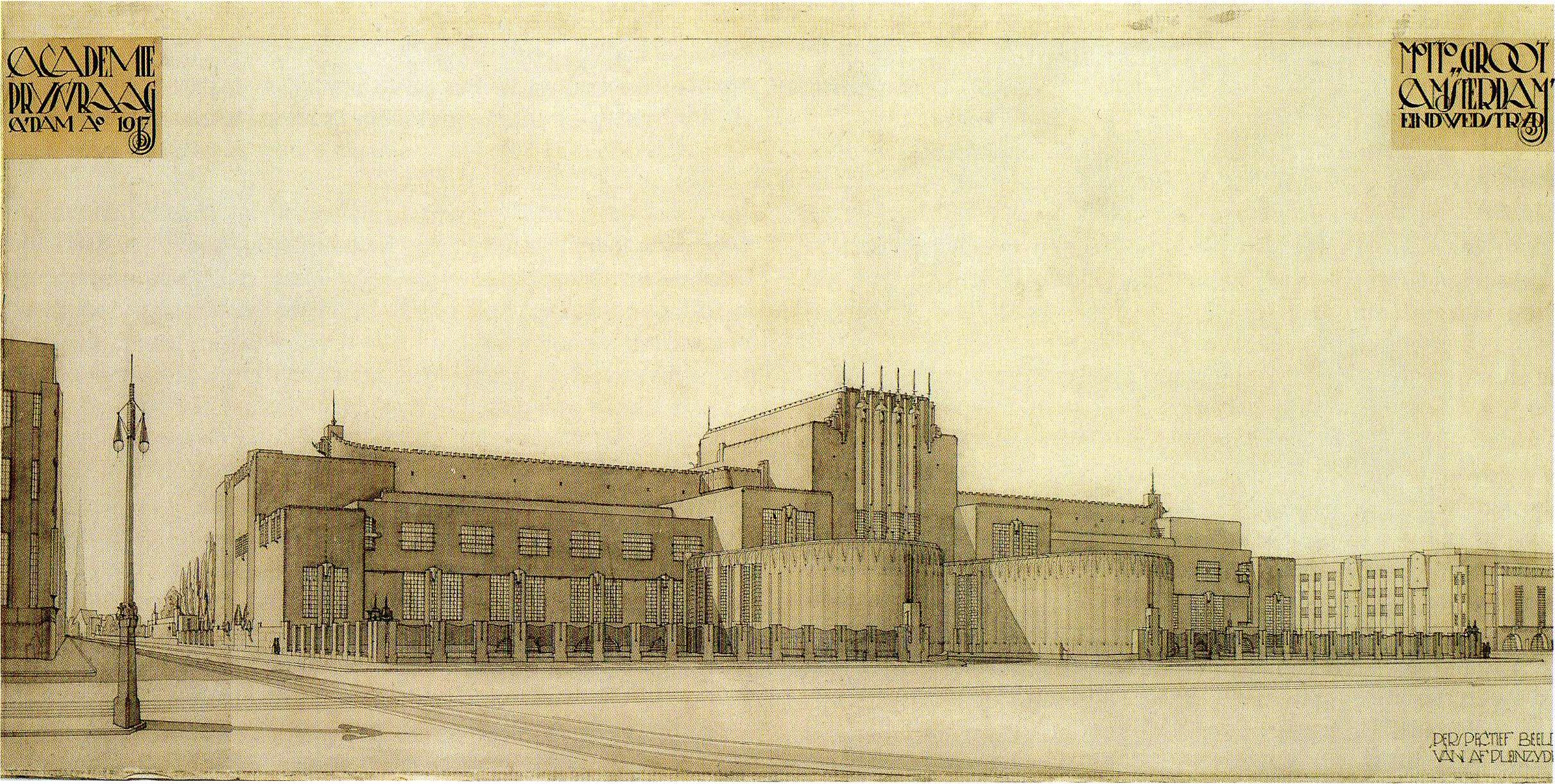
Prijsvraagontwerp voor een Rijksacademie voor Beeldende Kunsten. 1918. Motto: 'Groot Amsterdam'
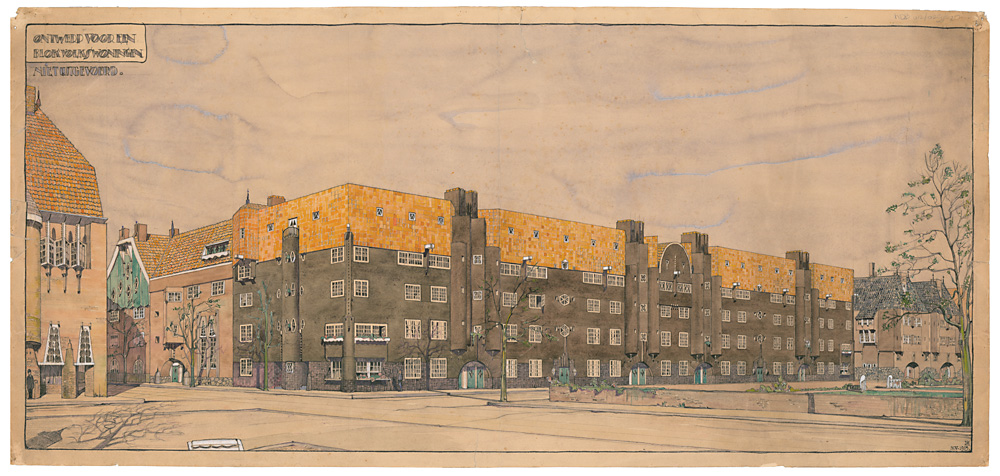
Eerste blok Spaarndammerplantsoen, Amsterdam, 1913-1914

## Meubels
Het ontwerpen van meubels heeft de Klerk als een bijkomstigheid gezien. Hij was bovenal architect. Als de Klerk een meubel had ontworpen op papier, dan beschouwde hij deze als af. De praktische uitvoering interesseerde hem minder. Ook de keuze voor het materiaal dat er gebruikt moest worden had uitsluitend een visuele functie. Het moest een bepaalde kleur, textuur en oppervlakte hebben. Dit was compleet tegen de ideeën van Berlage in. Berlage maakte namelijk het ontwerp ondergeschikt aan het materiaal.
Het feit dat hij relatief veel (arbeiders)woningen heeft gebouwd, betekent niet dat hij bij uitstek 'sociaal geëngageerd' was als kunstenaar of dat hij zich bijvoorbeeld bijzonder heeft onderscheiden in het ontwerpen van 'volksmeubels' (goedkoop en praktisch meubilair voor industriële vervaardiging en massafabricage). Van dit soort meubels is zelfs geen spoor te bekennen.

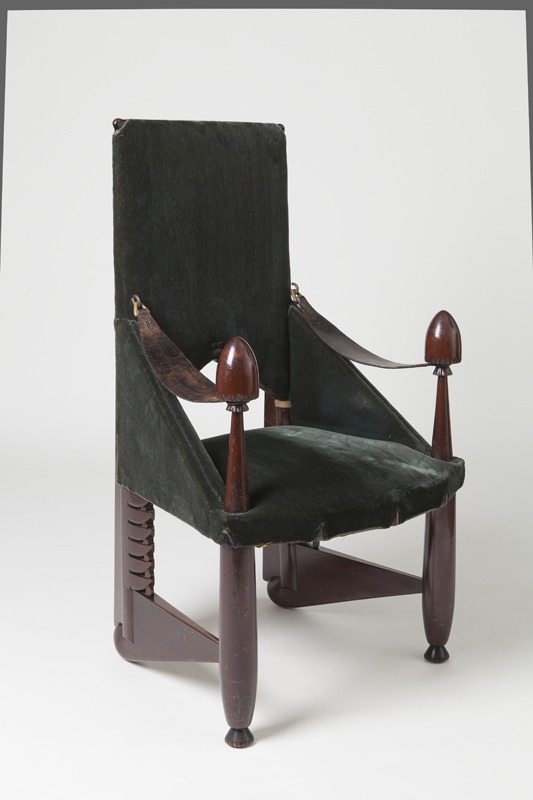
Leunstoel ontworpen door Michel de Klerk 1918 Centraal Museum
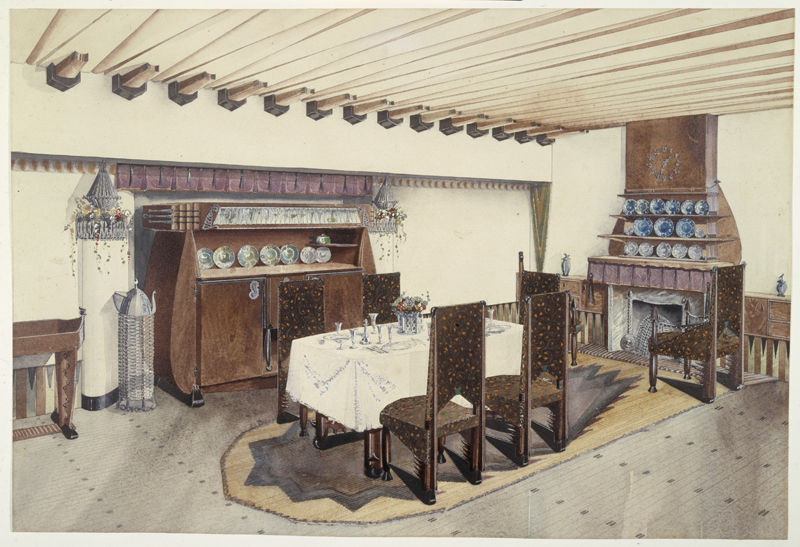
Eetkamer ontworpen door Michel de Klerk ca 1916 Centraal Museum
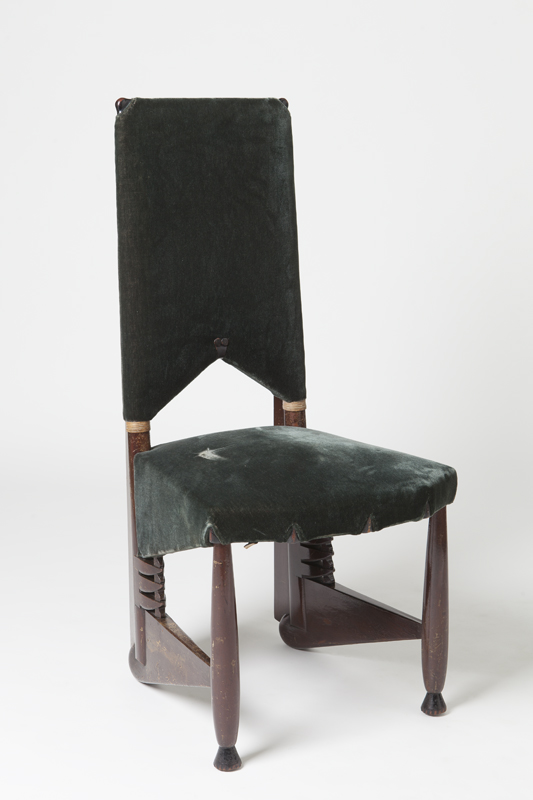
Stoel van Michel de Klerk,  1918 Centraal Museum
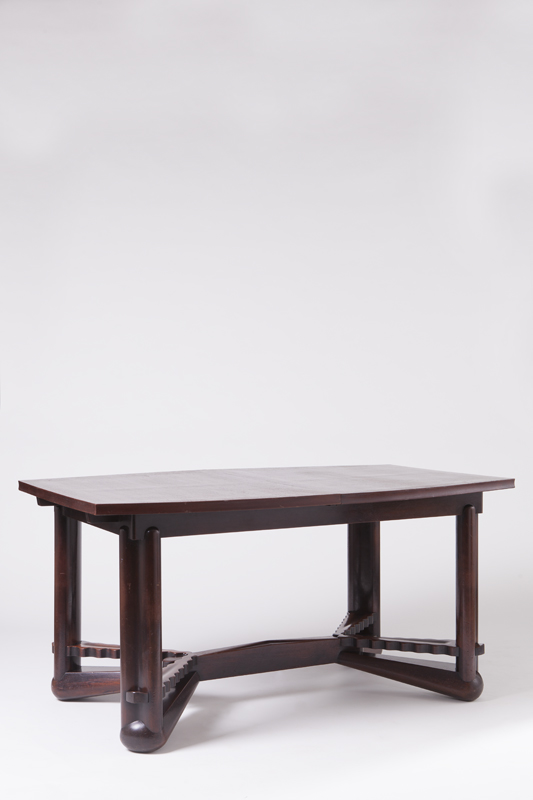
Tafel ontworpen door De Klerk  1918 Centraal Museum

## Postzegels

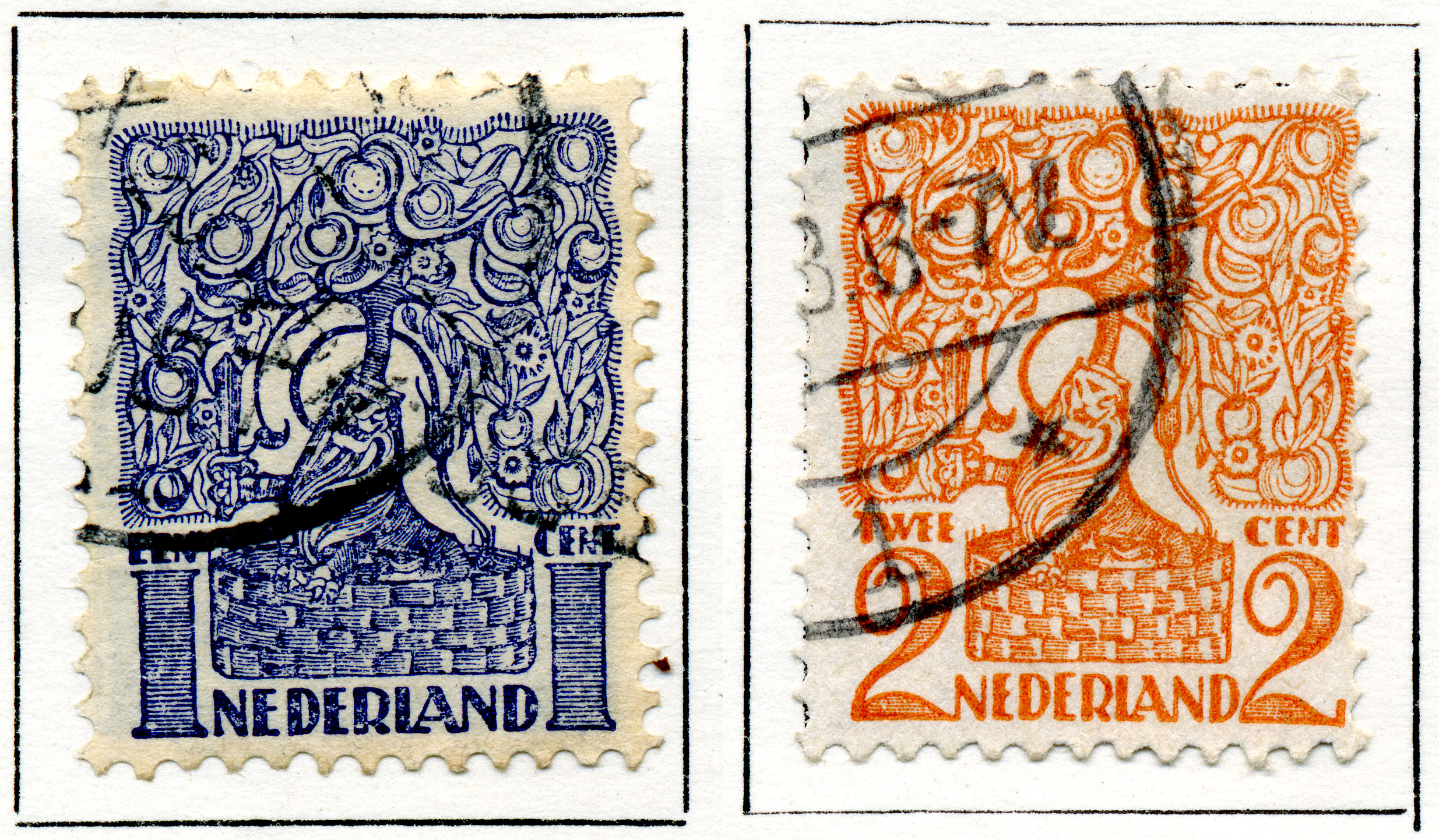
Postzegel 1923, 1 en 2 cent

Zoals enkele van zijn vakgenoten, bijvoorbeeld Karel de Bazel, werd ook Michel de Klerk gevraagd zijn kunnen te tonen voor het ontwerpen van een postzegel. De door hem ontworpen zegel met De Leeuw in de Hollandse Tuin verscheen in het jaar van zijn overlijden, 1923.

## Tekeningen
Ook was De Klerk een begaafd tekenaar. Zo tekende hij de portretten van onder meer Pierre Cuypers en Henriette Roland Holst.

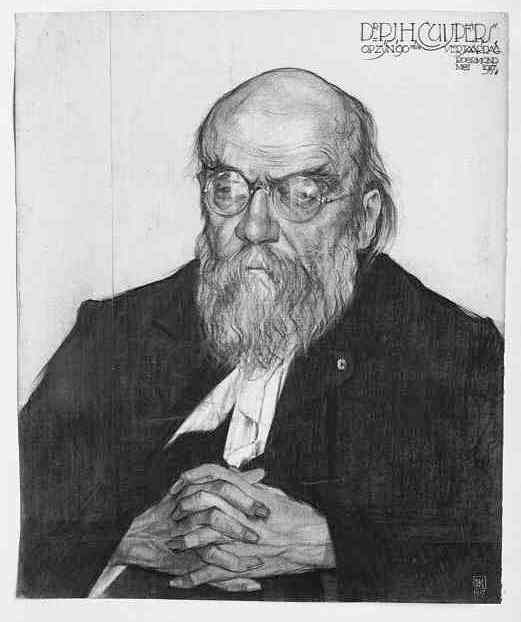
Portret van Pierre Cuypers. 1917.
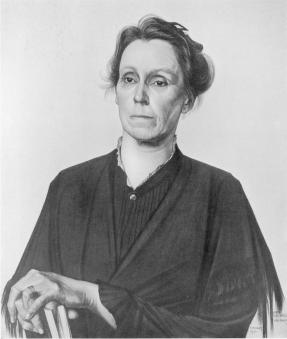
Portret van Henriette Roland Holst. 1921.

## Privéleven
In 1910 trouwde De Klerk met Lea Jessurun (16 juni 1881-19 november 1942), de secretaresse van Cuypers, na Michels dood werkend voor Architectura et Amicitia. In hetzelfde jaar maakte hij een studiereis door Scandinavië en vestigde De Klerk zich als bouwkundig tekenaar in Sloten. Het echtpaar kreeg twee zonen.
Michel de Klerk stierf op 24 november 1923, zijn 39ste verjaardag, aan de gevolgen van een longontsteking. Architect Karel de Bazel, collega van De Klerk, overleed terwijl hij onderweg was naar de begrafenis van De Klerk.
Zijn vrouw en jongste zoon werden in de Tweede Wereldoorlog omgebracht in Duitse vernietigingskampen; Lea in Auschwitz en Edo in Sobibór. De oudste zoon Joost overleefde de oorlog.